# .ua
.ua is het achtervoegsel van domeinen van websites uit Oekraïne.